# Csao Hszüe
Csao Hszüe (Zhào Xuě (赵雪, Csao Hszüe), a nemzetközi szakirodalomban Zhao Xue) (Csinan (Jinan), 1985. április 6. –) kínai női sakkozó, nagymester, háromszoros olimpiai bajnok, csapatban Ázsia bajnoka, U20 korosztályos junior világbajnok, U12 és U14 korosztályos ifjúsági világbajnok.

## Sakkpályafutása

### Ifjúsági versenyeredményei
1997-ben Tatyjana Koszinceva és Elisabeth Pähtz előtt megnyerte az U12 korosztályos ifjúsági sakkvilágbajnokságot. 1999-ben az U14 korosztályos ifjúsági világbajnokságon holtversenyben az 1−3. helyen végezve az aranyérmet nyerte. Ugyanebben az évben legjobb lányként holtversenyben a 2−6. helyen végzett a Groningen Young Masters versenyen.  2000-ben az U16 világbajnokságon holtversenyben az 1−2. helyet szerezte meg, amellyel ezüstérmes lett. 2001-ben az U20 korosztályos junior sakkvilágbajnokságon indult, amelyen az indiai Kónéru Hanpival holtversenyben végzett az 1−2. helyen, és ezüstérmet szerzett. Ebben az évben kapta meg a női nagymester címet. 2002-ben megismétlődött az élen az eredmény a két versenyző között, a holtversenyt eldöntő számítás ezúttal Csao Hszüe számára kedvezett, és ő kapta az aranyérmet.

### Kiemelkedő felnőtt versenyeredményei
2000. júniusban megnyerte a Budapesten rendezett Balatontourist Opent,  majd ezt követően a júliusi First Saturday nemzetközi mesterversenyt is, és még ugyanebben a hónapban a 2. helyet szerezte meg a WFG nemzetközi mesterversenyen.
2003-ban kilenc játszmából kilenc ponttal, két pont előnnyel nyerte a Cannes-ban rendezett Ladies Cup versenyt. 2007-ben ugyancsak két pontot vert a Bad Homburgban rendezett Queens Chess női nagymesterverseny mezőnyére. Ugyanebben az évben az exvilágbajnok Csu Csennel holtversenyben az első helyen végzett a világ legerősebb női nagymesterversenyén a North Urals Cup tornán.
A 2010-es Ázsia-bajnokság rapidsakk-versenyén Hou Ji-fan mögött a második helyen végzett.
Kína női bajnokságán 2006-ban harmadik, 2008-ban, 2009-ben és 2011-ben  a második helyen végzett.
2013-ban a legjobb női induló díját nyerte el a rangos Gibraltar Chess Masters versenyen. Ugyanebben az évben a nyári Universiade aranyérmese. 2015-ben az első helyet szerezte meg a New Zealand Open tornán.

### Eredményei a világbajnokságokon
A 2002-es junior sakkvilágbajnokság megnyerése révén a 2004-es női sakkvilágbajnokságon indulhatott először a felnőtt világbajnoki címért, és a második körig jutott, ahol a német Elisabeth Pähtz ütötte el a továbbjutástól.
A 2006-os női sakkvilágbajnokságon már az 1. körben kiesett, miután vereséget szenvedett az orosz Marija Kurszovától.
A 2008-as kieséses rendszerű sakkvilágbajnokságon a 2. körben a kínai Sen Jang ütötte el a versenyben való további részvételtől.
A 2010-es női sakkvilágbajnokságon az előcsatározások során az exvilágbajnok Maia Csiburdanidze, majd a korábban magyar, ezúttal már görög színekben játszó Dembo Jelena, valamint a francia Almira Skripchenko legyőzése révén az elődöntőig jutott, ahol a döntőben később Hou Ji-fannal szemben alulmaradó Zsuan Lu-fej ellen szenvedett vereséget.
A 2011-es sakkvilágbajnoki ciklusban a világbajnokkal való párosmérkőzés jogát a 2009−2011-es Grand Prix versenysorozaton elért első helyezéssel lehetett kivívni. A sorozat keretében 2009. márciusban Isztambulban negyedik, a szeptember-októberben Nankingban rendezett versenyen harmadik, a 2010. áprilisban Nalcsikban rendezett versenyen 8−10., július-augusztusban Ulán-bátorban a 3−5. lett. Összesítésben a 6. helyet szerezte meg.
A 2012-es női sakkvilágbajnokságon Marija Muzicsukot is legyőzve a negyeddöntőig jutott, ahol azonban vereséget szenvedett az indiai Drónavalli Hárikától.
A 2013-as női sakkvilágbajnoki ciklusban a 2010-es világbajnokság elődöntőseként szerzett jogot a FIDE Women’s Grand Prix 2011–12 versenysorozatán való részvételre. 2011. szeptemberben Sencsenben az 5−6. helyet szerezte meg, októberben Nalcsikban két és fél pont előnnyel nyerte a versenyt, 2012. júliusban Jermukban azonban csak a 7. lett, és szeptemberben Ankarában a harmadik helyen végzett. A versenysorozat összesítésében ezekkel az eredményekkel a negyedik helyet szerezte meg.
A 2015-ös női sakkvilágbajnokságra Élő-pontszáma alapján szerzett kvalifikációt. Ezúttal a negyeddöntőig jutott, ahol később a világbajnoki döntőt játszó Natalja Pogonyina ütötte el a továbbjutástól.
A 2015-ös sakkvilágbajnoki ciklusban Élő-pontszáma alapján vehetett részt a FIDE Women’s Grand Prix 2013–14 versenysorozatán. 2013. szeptemberben  Taskentben 4−5., 2014. áprilisban Hanti-Manszijszkban a 8−9. helyen végzett, Júniusban Lopotában csak 10., augusztusban Sardzsában 4., és az összesítésben a 11. helyet szerezte meg.
A 2017-es kieséses rendszerű sakkvilágbajnokságon Élő-pontszáma alapján 8. kiemeltként vehetett részt, azonban a második körben vereséget szenvedett az indiai Padmini Routtól.
A 2017-ről elhalasztott 2018-as női sakkvilágbajnokság versenysorozatában szabadkártyával vehetett részt a FIDE Women’s Grand Prix 2015–16 versenysorozatán. 2016-ban Teheránban a 2−3. helyen végzett, áprilisban Batumiban 5−7., júliusban Csengtuban a 6−8. helyet szerezte meg. Az utolsó verseny előtt összesítésben a 3. helyen állt, és esélye volt akár az összesített első hely, és ezzel a világbajnoki döntőn való részvétel jogának megszerzésére is, végül azonban összesítésben a 6. helyen végzett.

## Eredményei csapatban
2002 óta tagja Kína női válogatottjának a sakkolimpiákon, amelyeken csapatban háromszor, a 2002-es, a 2004-es és a 2016-os sakkolimpián aranyérmet, a 2010-es, a 2012-es és a 2014-es sakkolimpián ezüstérmet, a 2006-os sakkolimpián bronzérmet szerzett. Emellett egyéniben 2002-ben két arany-, 2004-ben egy arany és egy bronz-, 2006-ban és 2012-ben aranyérmet kapott a tábláján elért teljesítménye után.
Három alkalommal (2007, 2009, 2011) játszott a kínai női válogatottban a sakkcsapat világbajnokságokon, amelyeken csapatban és egyéniben is három aranyérmet szerzett. 2005-ben a kínai női válogatott a férfi sakkcsapat-világbajnokságon is elindulhatott, és a 8. helyen végzett. Csao Hszüe a csapat első tábláján játszott.
Az Ázsia-sakkcsapatbajnokságon először 1999-ben vett részt Kína válogatottjána tagjaként, ekkor csapatban ezüst-, egyéniben bronzérmet szerzett. 2008-ban, 2012-ben és 2016-ban tagja volt az Ázsia-bajnokságot nyert kínai válogatottnak, és ezeken a tornákon egyéniben három arany- és egy bronzérmet szerzett a tábláján elért eredményei alapján. Kína csapatával a 2010-es Ázsia Játékokon is első helyen végeztek.
A kínai sakkligában 2005 óta a Beijing City csapatában játszik, és 2015-ig négy arany-, öt ezüst és egy bronzérmet szereztek.